# Jacques Charrier
Pour les articles homonymes, voir Charrier.
Ne doit pas être confondu avec le footballeur Jacky Charrier.
Jacques Charrier, né le 6 novembre 1936 à Metz (Moselle), est un acteur de cinéma et de théâtre, un producteur de cinéma et un peintre français.
Formé comme plasticien (céramiste), il se tourne vers le métier d'acteur en 1956 et devient une vedette en 1959 grâce au film Les Tricheurs de Marcel Carné. La même année, il épouse Brigitte Bardot, à 22 ans, mais leur mariage ne dure pas. Et les années suivantes, sa carrière d'acteur s'avère moins heureuse que ses brillants débuts ne le laissaient espérer. Il monte en 1969, avec Jean-Claude Brialy, une société de production de films, mais l'échec financier d'Il pleut sur Santiago (1975) (long métrage consacré au coup d'État au Chili en 1973) l'amène à quitter le monde du cinéma. Il revient alors vers les beaux-arts et se consacre décidément à la peinture.

## Biographie

### Origines familiales et formation
Issu d’une famille de sept enfants, Jacques Charrier naît le 6 novembre 1936 à Metz au hasard d’une affectation de son père, militaire de carrière.
À l'âge de 17 ans (1953), il lâche des études secondaires classiques pour entrer à l’École des arts décoratifs de Strasbourg, où il apprend le métier de céramiste.

### Entrée dans le monde du spectacle (1956)
En 1956, un professeur du conservatoire de Montpellier[pourquoi ?] lui offre le rôle de Frédéric dans le film L'Arlésienne d'après l’œuvre d’Alphonse Daudet. 
La même année, un succès médiatique local[pas clair] le pousse à partir tenter sa chance à Paris. Il entre à l’École nationale supérieure des arts et techniques du théâtre (ENSATT) de la rue Blanche où il devient élève de la comédienne Berthe Bovy.

### Vedette de cinéma du jour au lendemain (Les Tricheurs, 1959)
En 1958, après avoir occupé des petits emplois, dont celui de décorateur de théâtre, il obtient un rôle de figurant à la Comédie-Française, puis est choisi par Marguerite Jamois pour interpréter le principal rôle masculin de la pièce Le Journal d'Anne Frank avec Pascale Audret au théâtre Montparnasse. 
C’est là que Marcel Carné le remarque et lui offre le premier rôle dans son film Les Tricheurs avec Laurent Terzieff, Pascale Petit, Andréa Parisy, Dany Saval et Jean-Paul Belmondo. Sorti en octobre 1958, le film connaît un grand succès public et, du jour au lendemain, Jacques Charrier devient une vedette recherchée par le monde du cinéma.

### Le mariage avec BB (1959-1963)

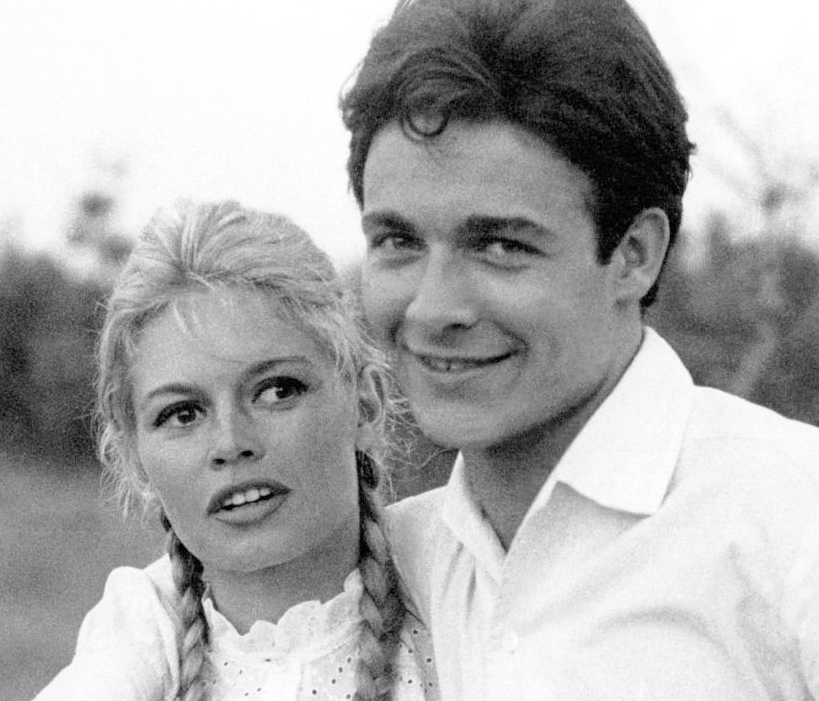
Avec Brigitte Bardot en Italie en 1960. Photographie de Giancarlo Botti.

En 1959, Brigitte Bardot, déjà très connue après le film de Roger Vadim Et Dieu… créa la femme, l’impose au réalisateur Christian-Jaque dans le film Babette s'en va-t-en guerre, avec, entre autres, Francis Blanche. Tombés amoureux, ils se marient le 18 juin, à la fin du tournage, devant des journalistes du monde entier. Quant au film, il connaît un gros succès commercial.
Dans la foulée, René Clément lui propose de jouer dans le thriller Plein Soleil qu'il s'apprête à tourner à Naples, Ischia et Rome à la fin de l'été, mais Brigitte étant enceinte, Jacques refuse, et ce sont finalement Alain Delon et Maurice Ronet qui incarnent Tom Ripley et Philippe Greenleaf. 
Le 11 janvier 1960, naît leur fils, Nicolas-Jacques, dont la naissance est un autre événement médiatique. 
Mais ils divorcent le 30 janvier 1963. Jacques obtient la garde de l’enfant et, s'étant remarié, l’élève avec sa nouvelle épouse, France Louis-Dreyfus.

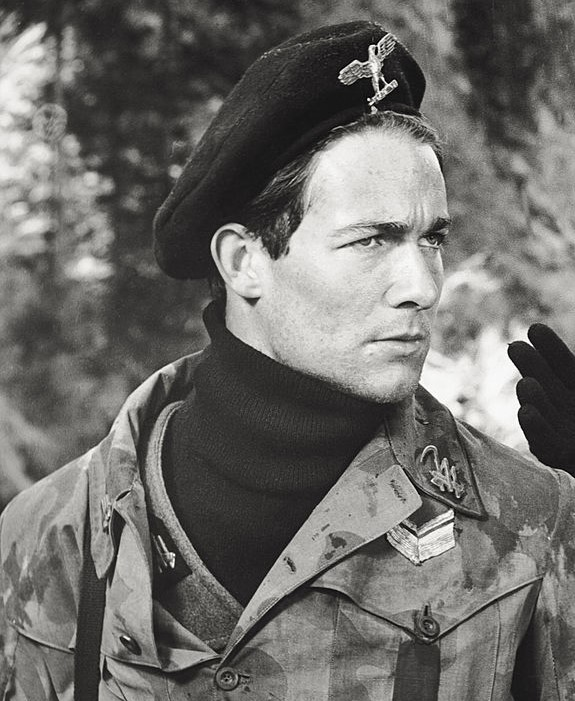
Jacques Charrier dans Le Commando traqué (1961).

### Carrière au cinéma dans les années 1960 et 1970

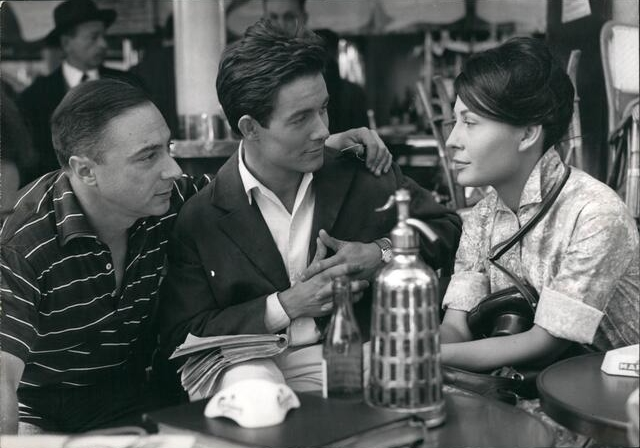
Jacques Charrier avec Gérard Oury et Franca Bettoja lors du tournage du film La Main chaude en Italie le 9 septembre 1959.

Durant cette période, Jacques Charrier tourne dans une vingtaine de films, notamment avec Claude Chabrol, Jean-Pierre Mocky, Agnès Varda, Jean-Luc Godard, Michel Deville, Gérard Oury et André Cayatte. Mais aucun d'eux ne retrouve le succès foudroyant des Tricheurs.
En 1969, il fonde avec Jean-Claude Brialy la société de production des Films Marquise pour produire des films à petit budget. Elle ferme en 1975 après l'échec de Il pleut sur Santiago, long métrage sur le coup d'État du général Pinochet et la chute et la mort du président Salvador Allende en 1973 au Chili .

### Retour aux arts plastiques (1980)
En 1980, Jacques Charrier reprend des études artistiques à l'École des Beaux-Arts de Paris et se consacre ensuite à la peinture. Sa production picturale est marquée par les références à ses deux passions : les voyages et l’Antiquité. Il expose régulièrement à Paris, Genève ou San Francisco.
Vivant à Paris depuis 1997, il se retrouve malgré lui sous le feu des médias avec la parution des mémoires de Brigitte Bardot, Initiales BB. Il lui intente avec succès un procès pour « violation de la vie privée » et publie en retour Ma réponse à Brigitte Bardot.
En 2008, du 13 au 18 février, il expose à l’Espace Cardin à Paris et, en 2012, aux Archives Yves Klein, aussi à Paris.

### Mariages et descendance
En 1959, il épouse Brigitte Bardot avec qui il a un fils, Nicolas-Jacques (né en 1960). Aujourd'hui, celui-ci vit en Norvège ; il est le père de deux filles nées en 1985 et 1990, Anna-Camilla et Théa-Joséphine, dont l'une est elle-même devenue mère.
Divorcé, il se remarie avec France Louis-Dreyfus, avec qui il a deux filles, Marie et Sophie. 
En 1995, une autre fille, Rosalie, naît de son union avec sa troisième épouse, Linda. 
Depuis 2009, il est remarié avec une photographe japonaise, Makiko.

## Filmographie

### Acteur
- 1957 : Police judiciaire de Maurice de Canonge (figuration)
- 1958 : Les Tricheurs de Marcel Carné : Bob
- 1958 : Les Dragueurs de Jean-Pierre Mocky : Freddy
- 1959 : Babette s'en va-t-en guerre de Christian-Jaque : Gérard de Crécy-Lozère
- 1959 : La Main chaude de Gérard Oury : Michel
- 1960 : Le Panier à crabes de Joseph Lisbona
- 1961 : Le Commando traqué (Tiro al piccione) de Giuliano Montaldo
- 1961 : La Belle Américaine de Robert Dhéry : l'automobiliste
- 1962 : Les Sept Péchés capitaux de Claude Chabrol, sketch L'Avarice : Antoine
- 1962 : L'Œil du Malin de Claude Chabrol : Albin Mercier
- 1963 : Carmen 63 (Carmen di Trastevere) de Carmine Gallone : Antonio
- 1963 : À cause, à cause d'une femme de Michel Deville : Rémy Fertet
- 1964 : La Vie conjugale d'André Cayatte : Jean-Marc  ;
  - Jean-Marc ou la Vie conjugale - 1er volet du diptyque ;
  - Françoise ou la Vie conjugale - 2e volet du diptyque.
- 1964 : La Bonne Occase de Michel Drach : l'homme bien
- 1966 : Les Créatures d'Agnès Varda : René
- 1966 : À belles dents de Pierre Gaspard-Huit : Jean-Loup Costa
- 1966 : Marie Soleil d'Antoine Bourseiller : Axel
- 1967 : Le Plus Vieux Métier du monde, sketch Anticipation, ou l'Amour en l'an 2000 de Jean-Luc Godard : Nick
- 1969 : Sirocco d'hiver (Sirokkó) de Miklós Jancsó : Marko
- 1969 : Money-Money de José Varela : Raoul
- 1971 : Les Soleils de l'île de Pâques de Pierre Kast : Alain
- 1972 : Les Volets clos de Jean-Claude Brialy : Thomas
- 1981 : Salut champion[5], feuilleton télévisé en 13 épisodes avec Chantal Nobel : Vincent Navailles

### Producteur
- 1969 : Sirocco d'hiver (Sirokkó) de Miklós Jancsó
- 1971 : Églantine de Jean-Claude Brialy
- 1972 : Les Volets clos de Jean-Claude Brialy
- 1972 : What a Flash ! de Jean-Michel Barjol
- 1973 : L'Oiseau rare de Jean-Claude Brialy
- 1973 : Dreyfus ou l'Intolérable Vérité de Jean Chérasse
- 1975 : Il pleut sur Santiago de Helvio Soto

## Théâtre
- 1957 : Le Journal d'Anne Frank de Frances Goodrich et Albert Hackett, mise en scène Marguerite Jamois, théâtre Montparnasse

## Publications
- Ma réponse à Brigitte Bardot, Éditions Michel Lafon, 1997.  — En référence à la biographie Initiales BB de Brigitte Bardot publiée en 1996 par les Éditions Grasset (ISBN 9782840982746).